# Mckenna Grace
Mckenna Grace, ursprungligen Mckenna Grace Burge, född 25 juni 2006 i Grapevine, Texas, är en amerikansk skådespelerska och sångerska. Hon började skådespela som sexåring då hon bland annat spelade Jasmine Bernstein i Disney XDs TV-serie Crash & Bernstein och Faith Newman i såpoperan The Young and the Restless. En känd barnroll är som Penny Kirkman i ABC- och Netflixserien Designated Survivor. Mckenna Grace har även synts i rollen som Rose Harbenberger i Huset fullt-uppföljaren Huset fullt – igen. Men sitt stora genombrott fick hon i långfilmen Gifted från 2017 för vilken hon nominerades i Critics' Choice Movie Awards 2018 för "Bästa unga skådespelare".

## Uppväxt och karriär
Mckenna Grace är dotter till ortopedkirurgen Ross Burge och läkemedelsförsäljaren Crystal Grace. Fem år gammal fick hon en DVD av sin mormorsfar innehållande Shirley Temples karriär, varpå hon bestämde sig för att bli skådespelare. Familjen flyttade till Los Angeles-området år 2013 när man upptäckte Mckenna Graces talang. Hon hade redan som trettonåring hunnit spela mot bland andra Brie Larson, Margot Robbie och Kiefer Sutherland. Och hon har i ett antal filmer spelat den yngre upplagan av en rollfigur.

## Filmografi
| År        | Titel                                    | Roll                       | Anm.     |
| --------- | ---------------------------------------- | -------------------------- | -------- |
| 2012      | R                                        | Unga Riley                 | Kortfilm |
| 2013      | Goodbye World                            | Hannah Palmer              |          |
| 2013      | Suburban Gothic                          | Zelda                      |          |
| 2015      | Russell Madness                          | Lena                       |          |
| 2015      | Frankenstein                             | Molly                      |          |
| 2015      | The Pearl Whale                          | Barnbarn                   | Kortfilm |
| 2016      | Mr. Church                               | Isabel "Izzy" Brooks       |          |
| 2016      | The Angry Birds Movie                    | Ella Bird (röst)           |          |
| 2016      | Independence Day: Resurgence             | Daisy Blackwell            |          |
| 2017      | Gifted                                   | Mary Adler                 |          |
| 2017      | How to Be a Latin Lover                  | Arden                      |          |
| 2017      | Amityville: The Awakening                | Juliet Walker              |          |
| 2017      | I, Tonya                                 | Unga Tonya Harding         |          |
| 2018      | Ready Player One                         | Elementary School Kid      |          |
| 2018      | The Bad Seed                             | Emma Grossman              |          |
| 2018–     | Young Sheldon                            | Paige Swanson              | TV-serie |
| 2019      | Captain Marvel                           | Unga Carol Danvers (13 år) |          |
| 2019      | Troop Zero                               | Christmas Flint            |          |
| 2019      | Annabelle Comes Home                     | Judy Warren                |          |
| 2020      | Scoob!                                   | Unga Daphne Blake (röst)   |          |
| 2021      | Malignant                                | Unga Madison / Unga Emily  |          |
| 2021      | Ghostbusters: Afterlife                  | Phoebe Spengler            |          |
| 2021–2022 | The Handmaid's Tale                      | Esther Keyes               | TV-serie |
| 2023      | Paw Patrol: Storfilmen                   | Skye                       | Röstroll |
| 2024      | Ghostbusters: Frozen Empire              | Phoebe Spengler            |          |
| 2026      | Scream 7                                 | TBA                        |          |
| 2026      | The Hunger Games: Sunrise on the Reaping | Maysilee Donner            |          |

## Diskografi

### Singel
- 2021 – Haunted House
- 2022 – Do All My Friends Hate Me?
- 2022 – You Ruined Nirvana
- 2022 – Self Dysmorphia
- 2024 – "Natalie"

### EP
- 2023 – Bittersweet 16
- 2023 – Autumn Leaves